# Miel Mundt
Emil „Miel” Gustav Mundt (ur. 30 maja 1880 w Sukabumi, zm. 17 lipca 1949 w Rotterdamie) – piłkarz holenderski grający na pozycji pomocnika. W swojej karierze rozegrał 4 mecze w reprezentacji Holandii.

## Kariera klubowa
W swojej karierze piłkarskiej Mundt grał w klubie HVV Den Haag. W sezonie 1906/1907 wywalczył z nim mistrzostwo Holandii.

## Kariera reprezentacyjna
W reprezentacji Holandii Mundt zadebiutował 22 października 1908 roku w przegranym 0:4 meczu Igrzysk Olimpijskich w Londynie z Anglią. Na tych igrzyskach zdobył brązowy medal. Od 1908 do 1909 roku rozegrał w kadrze narodowej 4 mecze.